# 骨まで愛して (漫画)
『骨まで愛して』（ほねまであいして）は、高口里純による日本のやおい漫画作品。『Chara Selection』（徳間書店）にて2009年5月号から不定期連載された。単行本はChara COMICSより全2巻刊行された。

## 登場人物
田丸育（たまる いく）
本作の主人公。男子大学生。18歳。東北出身。大学をサボって秋葉原のホビーショップ「ナグサミヤ」でバイトしている。ゲイではないが、スーツフェチ。サラリーマンに萌えては、スーツを着たサラリーマンに生で触りたがっている。
- おたく的趣味
  - 早朝のビジネス街で出勤途中のサラリーマンを観察。
  - 同じ趣味のサークル仲間達（女ばかり）と集団で、仕事帰りのサラリーマンを観察。サークル仲間には「派遣田丸氏」と呼ばれている。
  - 一ヶ月に一度は、海外出張から帰国するサラリーマンを成田国際空港で観察する。
  - 同人誌即売会でスーツ姿のサラリーマンの写真（顔は写っていない）を販売。
  - 毎日、スーツ量産店に通い、数時間「スーツ浴」と称し店内で妄想。
  - 好きな映画は『金融腐蝕列島〔呪縛〕』『金融腐蝕列島「再生」』『ウォール街』。

野望は、託児所のサラリーマン仕様「託リーマン所」を作ること。サラリーマンなら誰でも可愛く思っていたが、現在右京がお気に入り。自分の通う大学の一室に、無許可で「託リーマン所」『丸の内の花園』を作っている。
森下右京（もりした うきょう）
角丸物産で貿易関係の職に就いているエリートサラリーマン。28歳。一年前に離婚している。田丸育に観察されている事も、瀬川に惚れられている事も気付かない鈍感男。山峰つながりから田丸育に接触した。『丸の内の花園』開店早々、山峰を誘って訪れた。そして徐々に育のことが気になりつつある。会社のトラブルで疲弊していたところを育の気遣いにほだされ、ますます親密になる。
- 着用衣類
  - ディオール・オム
  - クラシコイタリアンスタイル
  - ポール・スミス
  - 靴 - ストレートチップ
  - オードトワレ - ダビドフ・クールウォーター

温水会人（ぬくみず あうと）
19歳。田丸育の幼馴染みで「ナグサミヤ」の常連客。美少女フィギュアフェチ。田丸育とは大学も同じで「託リーマン所」『丸の内の花園』を手伝わされる。
山峰（やまみね）
右京の同僚。田丸が右京を観察していることに気付いている。
理沙子（りさこ）
右京の元妻。
森下薫（もりした かおる）
右京の弟。
瀬川至（せがわ いたる）
ゲイの男性。右京に惚れている。
「ナグサミヤ」店長
秋葉原で美少女キャラクターグッズ専門店「ナグサミヤ」を経営している。
「社長補佐」
育と同じ趣味のおたく女。サークルを仕切っている。サークル「ぬれぬれ商事」でサラリーマンを題材にしたやおい同人誌を作っている。
「成増秘書」
「社長補佐」と同じサークルのおたく女。

## 書誌情報
高口里純『骨まで愛して』〈徳間書店・Chara COMICS〉全2巻
1. 2011年3月25日発売、ISBN 978-4-199-60471-3
2. 2013年2月25日発売、ISBN 978-4-199-60545-1